# Ахлебініно
Ахлебі́ніно (рос. Ахлебинино) — село складі Спаського району Пензенської області, Росія.
Населення — 108 осіб (2010; 124 у 2002).
Національний склад станом на 2002 рік:
- росіяни — 99 %